# Scaptotrigona emersoni
Scaptotrigona emersoni är en biart som först beskrevs av Schwarz 1938.  Scaptotrigona emersoni ingår i släktet Scaptotrigona och familjen långtungebin. Inga underarter finns listade i Catalogue of Life.